# Hail the Apocalypse
Hail the Apocalypse es el quinto álbum de estudio lanzado por la banda sueca de metal Avatar el 13 de mayo de 2014. Es su primer álbum en entrar en el Billboard 200 dentro del puesto 97, vendiendo 3,500 copias en su primera semana. El álbum fue mezclado por Jay Ruston y masterizado por Paul Logus.

## Lista de canciones
Todas las canciones escritas y compuestas por Avatar, excepto donde sea indicado. 
| N.º   | Título                                            | Escritor(es)                             | Duración |  |
| 1.    | «Hail the Apocalypse»                             |                                          | 4:13     |  |
| 2.    | «What I Don't Know»                               |                                          | 4:53     |  |
| 3.    | «Death of Sound»                                  |                                          | 4:21     |  |
| 4.    | «Vultures Fly»                                    |                                          | 4:38     |  |
| 5.    | «Bloody Angel»                                    |                                          | 6:04     |  |
| 6.    | «Murderer»                                        |                                          | 5:03     |  |
| 7.    | «Tsar Bomba»                                      |                                          | 3:33     |  |
| 8.    | «Puppet Show»                                     |                                          | 4:23     |  |
| 9.    | «Get in Line»                                     |                                          | 3:13     |  |
| 10.   | «Something in the Way» (Nirvana cover)            | Dave Grohl, Krist Novoselic, Kurt Cobain | 4:27     |  |
| 11.   | «Tower»                                           |                                          | 6:04     |  |
| 12.   | «Use And Abuse» (Bonus track) (ft. DJ Starscream) |                                          | 3:26     |  |
| 54:18 |                                                   |                                          |          |  |

## Posicionamiento en listas
| Lista                                 | Posición |
| ------------------------------------- | -------- |
| Estados Unidos (Billboard 200)        | 97       |
| Estados Unidos (Top Hard Rock Albums) | 6        |
| Estados Unidos (Top Rock Albums)      | 25       |
| Estados Unidos (Independent Albums)   | 18       |

## Créditos[11]

### Avatar
- Johannes Eckerström: voz, trombón.
- John Alfredsson: batería.
- Jonas Jarlsby: guitarra.
- Tim Öhrström: guitarra, coros
- Henrik Sandelin: bajo, coros.

### Producción
- Tobias Lindell: productor, ingeniero de audio.
- Paul Logus: masterización.
- Jay Ruston y James Ingram: mezcla.
- Walter Bäcklin: programación
- Johan Carlén: fotografía.
- Andy Simmons: gráficos de la portada.
- Sean Marlowe: diseño y dirección de arte.
- Paul Grosso: director creativo.